# آگاسیزدندانان
آگاسیزدندانان (نام علمی: Agassizodontidae) نام یک تیره از راسته هوگونه‌دندان‌سانان است.